# Michel Franco
Pour les articles homonymes, voir Franco (homonymie).
Michel Franco, né le 28 août 1979 à Mexico est un réalisateur et scénariste mexicain.

## Biographie
Michel Franco s'est rendu célèbre auprès du public avec son film Después de Lucía, sorti en 2012.
Mais c'est en 2009 que son premier film Daniel y Ana est sélectionné au Festival de Cannes pour la caméra d'or. En 2017, il revient pour présenter son nouveau long-métrage Les Filles d'Avril qui remporte le prix du jury Un certain regard.
La même année, il préside le jury du Festival du film de Sarajevo, et fait partie du jury de la Mostra de Venise 2017.

## Filmographie
- 2009 : Daniel y Ana
- 2012 : Después de Lucía
- 2013 : A los ojos
- 2015 : Chronic
- 2017 : Les Filles d'Avril (Las hijas de Abril)
- 2020 : Nouvel Ordre (Nuevo Orden)
- 2021 : Sundown
- 2023 : Heroico (comme producteur)
- 2023 : Memory
- 2025 : Dreams

## Distinctions
- Festival de Cannes 2012 : Prix Un certain regard pour Después de Lucía
- Festival de Cannes 2015 : Prix du scénario pour Chronic
- Festival de Cannes 2017 : Prix du jury Un Certain Regard pour Les Filles d'avril
- Mostra de Venise 2020 : Grand Prix du Jury pour Nuevo Orden